# Marcos Bernstein
Marcos Bernstein (Rio de Janeiro, 17 de fevereiro de 1970) é um roteirista, cineasta e ator brasileiro.
Escreveu com João Emanuel Carneiro, o roteiro de Central do Brasil, lançado em 1998, de Walter Salles, vencedor do prêmio Sundance/NHK de roteiro e do Urso de Ouro de melhor filme no Festival de Berlim.

## Televisão

### Telenovelas
| Ano  | Título            | Escalação       | Parceiros Titulares | Emissora   |
| ---- | ----------------- | --------------- | ------------------- | ---------- |
| 2011 | A Vida da Gente   | Colaborador     | Lícia Manzo         | Rede Globo |
| 2013 | Além do Horizonte | Autor principal | Carlos Gregório     | Rede Globo |
| 2018 | Orgulho e Paixão  | Autor principal |                     | Rede Globo |

### Séries e minisséries
| Ano  | Título              | Escalação       | Parceiros Titulares      | Emissora   |
| ---- | ------------------- | --------------- | ------------------------ | ---------- |
| 1999 | A Guerra dos Pintos | Autor principal | Ron Leavitt Michael Moye | Band       |
| 2010 | A Cura              | Autor principal | João Emanuel Carneiro    | Rede Globo |
| 2012 | As Brasileiras      | Roteirista      |                          | Rede Globo |

## Cinema

### Como diretor[4]
- 2004 - O Outro Lado da Rua
- 2012 - Meu Pé de Laranja Lima

### Como roteirista[4]
- 1995 - Terra Estrangeira
- 1998 - Central do Brasil
- 2000 - Oriundi[5]
- 2001 - O Xangô de Baker Street
- 2004 - O Outro Lado da Rua (também produtor e diretor)
- 2006 - Zuzu Angel[6]
- 2007 - Inesquecível[7]
- 2010 - Chico Xavier
- 2010 - A Cura[8]
- 2011 - Somos tão Jovens
- 2011 - Minhocas
- 2012 - Meu Pé de Laranja Lima (também diretor)
- 2013 - Faroeste Caboclo

## Prêmios e Indicações
| Ano  | Prêmio                             | Categoria               | Nomeações        | Resultado | Ref.          |
| ---- | ---------------------------------- | ----------------------- | ---------------- | --------- | ------------- |
| 2007 | Prêmio Contigo! de Cinema          | Melhor Roteiro          | Zuzu Angel       | Indicado  | [ 9 ]         |
| 2011 | Grande Prêmio Brasileiro de Cinema | Melhor Roteiro Adaptado | Chico Xavier     | Venceu    | [ 10 ] [ 11 ] |
| 2014 | Grande Prêmio Brasileiro de Cinema | Melhor Roteiro Adaptado | Faroeste Caboclo | Venceu    | [ 12 ]        |